# Дуб в с. Підставки
Дуб в с. Пі́дставки — ботанічна пам'ятка природи місцевого значення в Україні. Об'єкт природно-заповідного фонду Сумської області. 

## Опис
Розташована в межах Липоводолинського району Сумської області, в селі Підставки. 
Площа 0,01 га. Статус надано згідно з розпорядженням Представника Президента України по області від 28.12.1992 року № 347, рішенням облради від 19.10.2000 року. Перебуває у віданні: Підставська сільська рада. 
Статус надано для збереження вікового дуба. Вік дерева бл. 300 років, висота 30 м, діаметр стовбура 110 см, діаметр крони — 30 м.

## Галерея

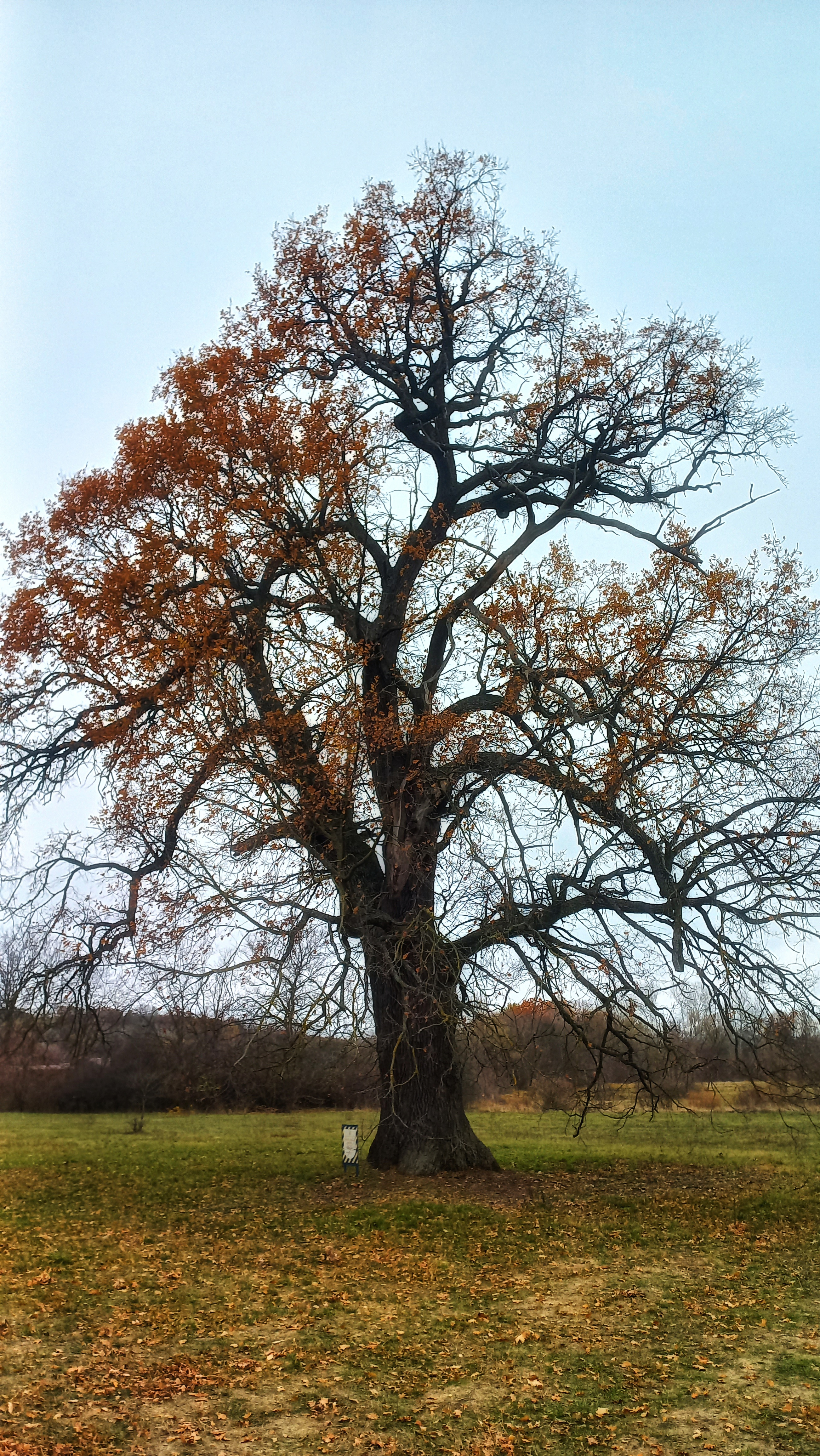
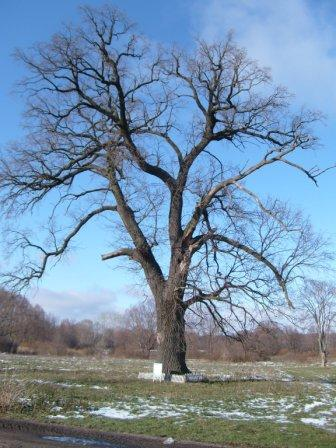